# ريبيسكو
مجموعة شركات ريبيسكو، التي تعمل تحت اسم ريبيسكو (اختصاراً للأسم القانوني، ريبابليك بسكويت كوربوريشن)، هي شركة فلبينية متعددة الجنسيات خاصة متخصصة في الوجبات الخفيفة، ويقع مقرها الرئيسي في مركز أورتيجاس، باسيج، ميترو مانيلا. تأسست في عام 1963 على يد جاكينتو إل. نغ الأب.

## العلامات التجارية
- ريبيسكو
- هانسيل
- تشوكو موتشو
- فادج بار
- دووي دونات
- كوب كيك
- برافو
- كريملاين
- فروتس
- كريم ستيكس
- تشوبي
- جادج
- ليبس
- السيد كانديز
- بابل جو